# ماري كيت وايلز
ماري كيت وايلز (بالإنجليزية: Mary Kate Wiles)‏ هي ممثلة أمريكية، ولدت في 28 مارس 1987 في فايتفيل في الولايات المتحدة.

## وصلات خارجية
- الموقع الرسمي
- ماري كيت وايلز على موقع IMDb (الإنجليزية)
- ماري كيت وايلز على موقع قاعدة بيانات الفيلم (الإنجليزية)